# 杨淑慧 (湘潭)
杨淑慧（—1962年），湖南湘潭人，中國近代政治人物周佛海的妻子。

## 生平
杨淑慧祖籍湖南湘潭，父亲杨卓茂是上海市工商业联合会主任秘书。1921年，杨淑慧同学王会悟与上海共产主义小组成员李达结婚。因为李达也是湖南湘潭人，两家距离又很近，因此杨淑慧常到李达家中做客。不久，杨淑慧与上海共产主义小组的另一名成员周佛海结识。周佛海在两人相识时在乡下另有妻子，但他仍与杨淑慧建立恋爱关系。
1921年7月，周佛海趁暑假从东京回国，作为旅日代表参加中国共产党第一次全国代表大会。其时，杨淑慧正与周佛海热恋，曾随周佛海到过开会的“李公馆”，并曾往“李公馆”送过信。中共一大闭幕后，周佛海准备同杨淑慧结婚。杨淑慧父亲杨卓茂原本曾同意两人交往，周佛海被《上海时事新报》曝光原曾婚配后，便激烈反对女儿与二婚的周佛海来往了。杨淑慧被父亲关在家中阁楼上，但没几天杨淑慧便跳窗逃走找到周佛海。1921年11月，杨淑慧随周佛海远赴日本，两人靠周的稿费维持生活。1922年10月20日，杨淑慧与周佛海的儿子周幼海出生，杨卓茂随后才与女儿恢复通信往来。
1924年5月底，周佛海回国到广州就任中国国民党宣传部秘书，后又兼任广东大学教授。按照中国共产党当时的规定，周佛海应按月交纳党费70多元，杨淑慧认为丈夫赚钱不易鼓动周佛海脱党。1924年秋，中共中央接受了周佛海提出的退党的要求，准其脱党。
1937年，日本发动全面侵华战争后，杨淑慧被周佛海安排移居长沙。1938年，杨淑慧携子迁往香港。
1948年2月28日，周佛海在南京老虎桥监狱离世，时年51岁。杨淑慧用楠木棺材为周装殓后汤山永安公墓下葬。
1950年，杨淑慧曾因协助寻找“中共一大”会址得过人民政府表扬。1955年，因受“饶潘扬反革命集团案”牵连，杨淑慧和已由周幼海改名周之友的儿子入狱，1957年1月被释放。此后，杨淑慧在上海一处小阁楼寡居，直至1962年冬去世。

## 备注
1. ↑  一说休掉原配妻子后两人开始的恋爱关系